# Yamile Humar
Yamile Humar González nació el 22 de julio de 1940 es una actriz y escritora colombiana de cine, teatro y televisión, reconocida por participar en producciones como Chambú, Isla de ensueño, Recordarás mi nombre, El alférez real y El caballero de Rauzán. Es hermana del actor y director Alí Humar y madre de la modelo y presentadora Catalina Aristizábal.

## Biografía

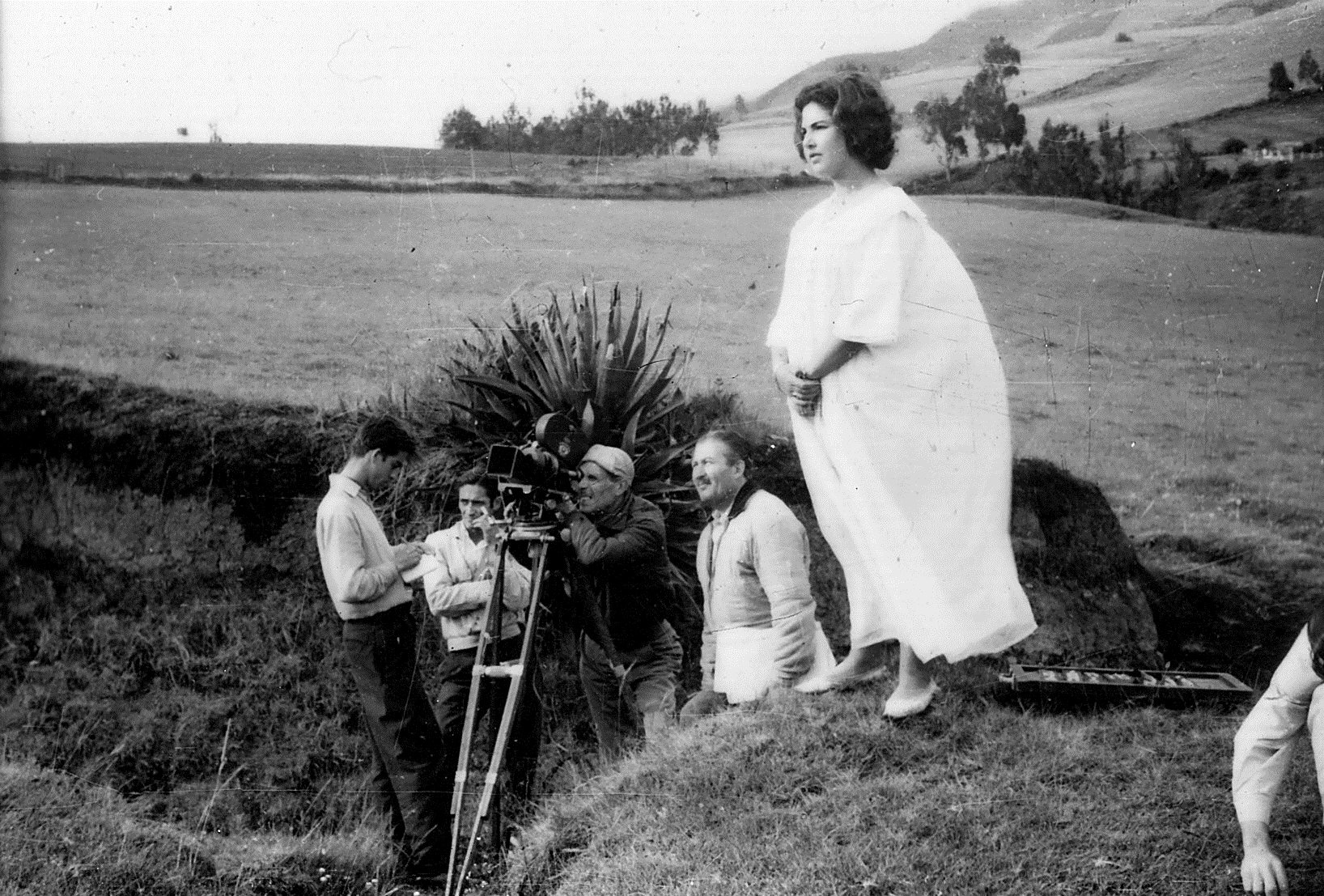
Humar durante el rodaje de Chambú (1962)

Humar inició su carrera en la industria del entretenimiento en Colombia en la década de 1960, interpretando el papel de Gabriela en el largometraje Chambú de 1962 junto a Arturo Urrea y Lyda Zamora. Un año después protagonizó la primera película de color producida en territorio colombiano, Isla de ensueño. En 1965 protagonizó El cráter, película de José Ángel Carbonell y en 1966 figuró en la serie de televisión Diario de una enfermera, basada en la novela homónima de la escritora española Corín Tellado.
En la década de 1970 registró algunas apariciones en la televisión colombiana, entre las que destacan los seriados El alférez real, El caballero de Rauzán y Recordarás mi nombre. En los años 1980 actuó en la miniserie Rasputín, en la telenovela de Caracol Televisión Pero sigo siendo el rey y en la miniserie Los ejecutivos, entre otras. Luego de retirarse de la actuación, se dedicó a la literatura y a presentar programas radiales sobre temas de belleza y salud.

### Plano personal
Humar es hermana de Alí Humar -actor y director reconocido por su asociación con el programa de humor Sábados Felices-, madre de la modelo y presentadora Catalina Aristizábal y tía de la actriz Juanita Humar.

## Filmografía destacada

### Cine
| Año  | Título          | Notas                                          |
| ---- | --------------- | ---------------------------------------------- |
| 1962 | Chambú          |                                                |
| 1963 | Isla de ensueño | Primera película a color producida en Colombia |
| 1965 | El cráter       |                                                |

### Televisión
| Año  | Título                  | Notas |
| ---- | ----------------------- | ----- |
| 1966 | Diario de una enfermera |       |
| 1974 | El alférez real         |       |
| 1976 | Recordarás mi nombre    |       |
| 1978 | El caballero de Rauzán  |       |
| 1980 | Rasputín                |       |
| 1984 | Los ejecutivos          |       |
| 1984 | Pero sigo siendo el rey |       |